# Saker min son behöver veta om världen
Saker min son behöver veta om världen är en självbiografisk bok av Fredrik Backman som utgavs i augusti 2012. Boken är en humoristisk beskrivning av hur saker som Backman anser att hans son behöver veta om världen.